# Charles Sauvestre
Pour les articles homonymes, voir Sauvestre.
Charles Sauvestre, né le 16 février 1818 au Mans et mort le 26 octobre 1883 à Paris, est un journaliste, écrivain et militant anticlérical français.

## Biographie
Fils d'une lingère et d'un cordonnier, il arrête ses études pour devenir ouvrier typographe puis devient instituteur et maître de pension à Bonnétable. Il épouse Claire Clairian, institutrice de sept ans son aînée. Le couple a un enfant, Stephen Sauvestre. Charles Sauvestre démissionne de son poste d'instituteur en 1848 et commence une carrière de journaliste, d'abord au courrier du Loir-et-Cher, puis à Paris à La Démocratie pacifique entre novembre 1848 et juin 1849. En 1851, il écrit à la Tribune de la Gironde. Il fonde la Revue Moderne en 1857 et écrit dans La Presse en 1858. Il visita l'Orient et l'Italie en 1859 en accompagnant un prince étranger dont il était le précepteur,. Il est devenu célèbre par sa rubrique mes lundis dans l'Opinion nationale entre 1859 et 1873 qui traite d'enseignement public et de lutte anticléricale. En 1871, il crée l'Enseignement laïque et collabore au National.
Il est arrêté le 27 mai 1871 car il soutient un prisonnier.
Selon Eugène Tavernier, « c'est un anti-clérical furieux et maniaque ». 
Jules Levallois le décrit comme 

« un gros homme tout réjoui lorsqu'il n'était pas en colère, et il ne s'y mettait sérieusement que lorsqu'on prononçait devant lui le mot de «prêtre». Un curé par jour, disait-on, et un évêque le dimanche, voilà la ration de Sauvestre. Il était Manceau et, comme les gens de son pays, d'humeur très chocarde. A la moindre polémique philosophique ou religieuse, sa large figure, trouée comme une écumoire par la petite vérole, se colorait rapidement; ses petits yeux bridés par ses joues lançaient des éclairs. »

Il meurt d'un rhumatisme au cœur le 26 octobre 1883.

## Journaux
- Le Courrier de Loir-et-Cher;
- Démocratie pacifique;
- La Tribune de la Gironde;
- La Revue moderne;
- La Presse;
- L'Opinion nationale;
- Le National;
- l'Enseignement laïque, Écho des instituteurs.

## Publications
- Aux instituteurs. Du concours institué par M. le ministre de l'Instruction publique (arrêté du 14 décembre 1860), Paris, E. Dentu , 1861 (BNF 31304679);
- Le Clergé et l'éducation, question urgente, Paris, E. Dentu , 1861 [catalogue] (BNF 31304680);
- Lettres de province, Paris, E. Dentu , 1862 (BNF 31304687);
- Le parti dévot, Paris, 1863;
- Monita secreta Societatis Jesu. Instructions secrètes des Jésuites, préface par Charles Sauvestre, Paris, E. Dentu, 1862 sur Google Livres;
- Mes lundis, Paris : Librairie internationale, 1864 sur Google Livres (BNF 31304688);
- Une visite à Mettray, Paris : librairie L. Hachette et cie 1864 sur Gallica;
- Les Congrégations religieuses, Paris : E. Dentu, 1867 sur Google Livres;
- Sur Les Genoux de l'Église, Paris : E. Dentu, 1868 sur Google Livres;
- La Sonnette du sacristain, Paris : E. Dentu , 1869 (BNF 31304696);
- Esquisse d'un projet de loi sur l'enseignement primaire et professionnel, Extrait de "la Démocratie pacifique", mai-juin 1851, Paris : impr. de Dubuisson, 1870 sur Gallica;
- Encyclopédie du dix-neuvième siècle, divers articles, Paris, 1870-1872;
- Nos pires ennemis, Paris : impr. de Dubuisson, 1872 sur Gallica;
- Les Jésuites peints par eux-mêmes, suivi de Syllabus Romain. Paris : E. Dentu , 1878 (BNF 31304686);
- Société républicaine d'instruction de l'arrondissement d'Issoudun. 2e année. 1880-1881. L'Enseignement civique, conférence, Issoudun : impr. de Motte et Gousty, 1880 (BNF 31304695).